# 브리즈번 크리스천 학교
브리즈번 크리스천 학교(Brisbane Christian College)는 오스트레일리아 퀸즐랜드주 브리즈번의 개신교 계파 사립 12년제 초중고등학교이다. 1985년 첫 개교되어 현재에 이르고 있다.